# Buckelwiesen

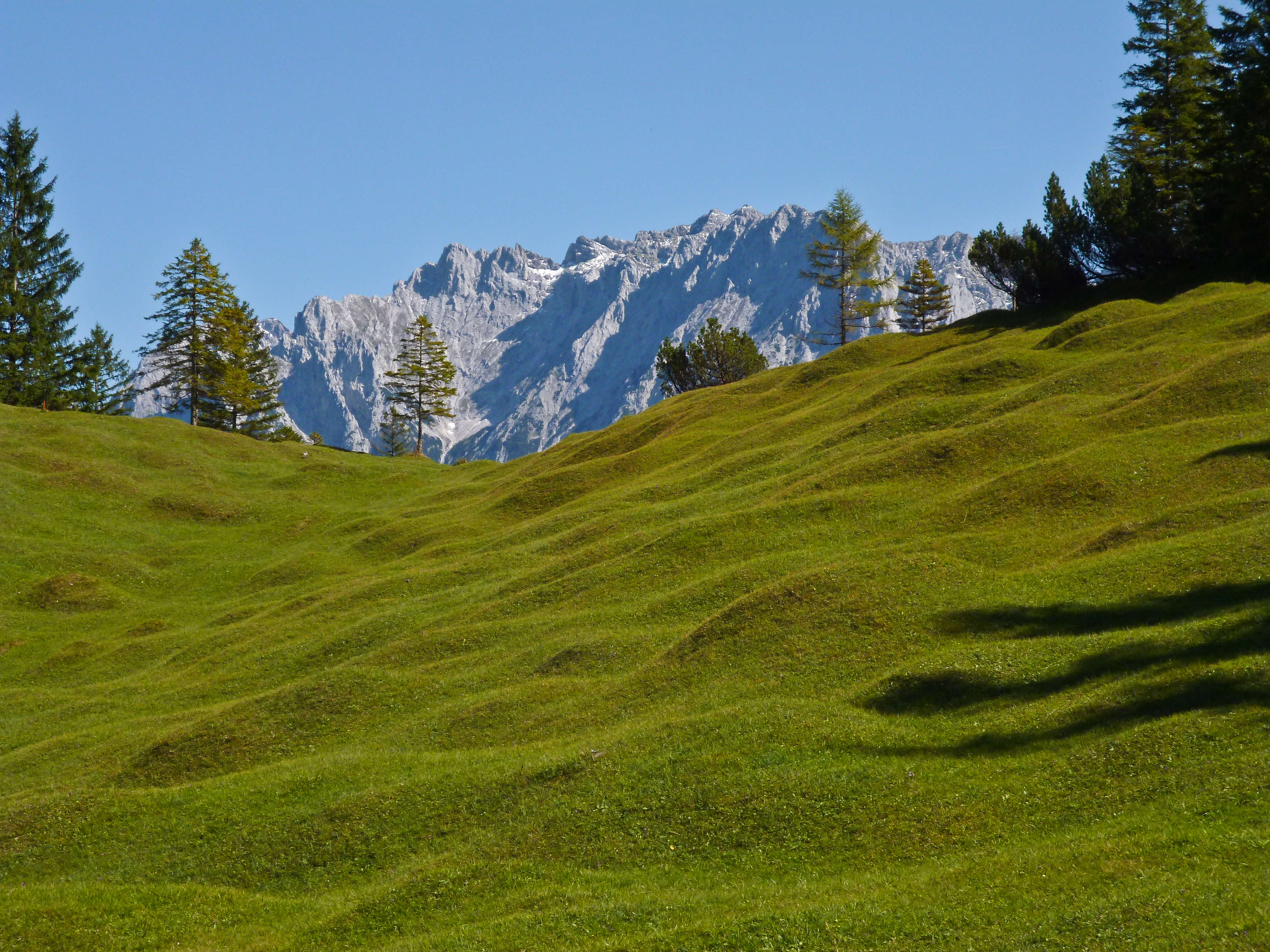
Buckelwiese oberhalb des Ferchensees, im Hintergrund das Karwendel

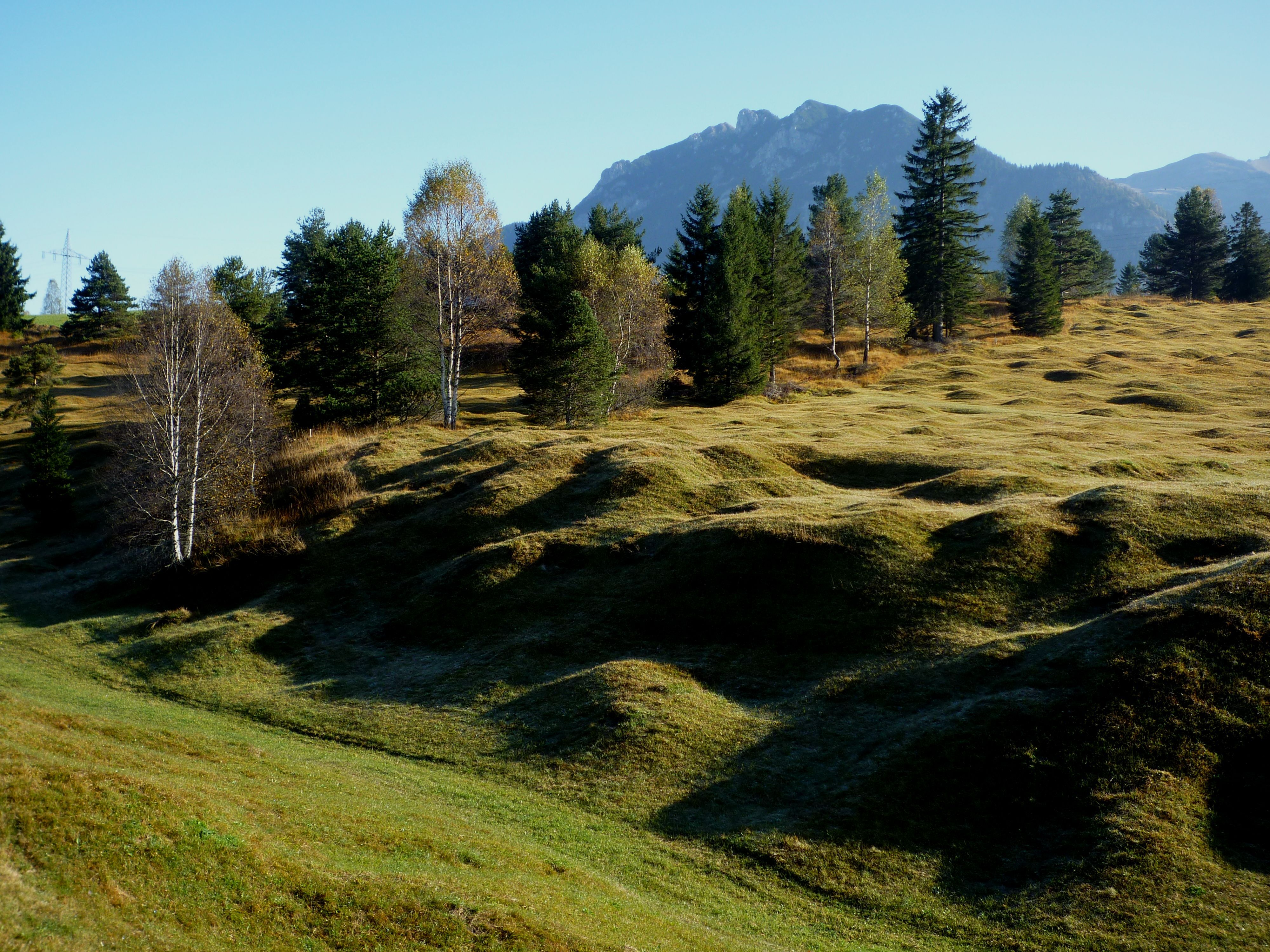
Buckelwiesen in der Nähe von Klais, im Hintergrund Berge der Soierngruppe

Die Buckelwiesen sind eine geomorphologische Besonderheit des alpinen Raumes. Die größten Restbestände dieser vielfach von Menschenhand eingeebneten Buckelfluren finden sich in den Alpen noch im Niederwerdenfelser Land, also in der Region um Mittenwald, Krün und Klais.
Die grasbewachsenen Bodenwellen entstanden am Ende der Würmeiszeit, als der vordringende Isargletscher den Schotter der Moränen zu Drumlins, langgezogenen Bodenwellen, zusammenschob. Frost- und Verkarstungsprozesse modellierten durch häufigen Wechsel von Auftauen und Gefrieren und dem zwischen den Wölbungen netzartig fließenden Schmelzwasser die Formationen weiter aus (Jahreszeiten-Solifluktion). Nach der Erwärmung des Klimas siedelten sich zuerst Flechten und Moose, später Spirken, Birken, und schließlich Bergmischwälder an. Die Buckel bildeten sich unter Fichten, wo das Kalkgestein vor Lösung relativ geschützt war.
Der Mensch rodete die Flächen und formte sie in eine Kulturlandschaft um. Erste Rodungen nahmen Mönche im 8. Jahrhundert vor, um Weideflächen für das Vieh zu gewinnen. Aus dem Jahr 1406 ist eine Mahd erstmals urkundlich erwähnt. Bis in die 1920er Jahre gab es in Bayern noch 63.000 Hektar mit derartigen Landschaftsformationen. Heute sind es noch 1200 Hektar, wovon etwa 1000 Hektar im Gebiet bei Mittenwald liegen. Bauern ebneten die Buckelwiesen häufig ein, um die Flächen leichter bearbeiten zu können. Noch vor dem Zweiten Weltkrieg ließen die Nationalsozialisten durch den Reichsarbeitsdienst Lager beim Barmsee und Tennsee einrichten, um die Buckelwiesen einzuebnen. Pläne der Nationalsozialisten, auf den Flächen eine Großsiedlung zu errichten, wurden nicht verwirklicht.
Heute stehen zwei Bereiche von Buckelwiesen bei Mittenwald unter Naturschutz. Bauern bekommen von der EU Fördermittel, wenn sie sich verpflichten, die Böden traditionell zu bewirtschaften und das Zuwachsen der Flächen durch Gehölze zu verhindern, um ein Verdrängen der lichtbedürftigen, standorttypischen Arten zu vermeiden. Auf den Magerrasen mit nährstoffarmen, sauren Böden wachsen über 200 Pflanzenarten, darunter Stängelloser Enzian, Rotes Kohlröschen, Habichtskraut, Berg-Hahnenfuß, Mehlprimeln, Weiße Silberwurz und Gelbe Schwarzwurzel.